# المرس
المرس هي بلدة صغيرة ريفية في إقليم بولمان بجهة فاس مكناس بالمغرب. بلغ إجمالي عدد سكانها في وقت تعداد عام 2004 ما يقارب 5,891 نسمة يعيشون في 1,178 أسرة.

## تاريخ
يعود اسم المرس إلى عهد الحماية الفرنسية، فقد كانت المنطقة معسكراً للقوات الفرنسية.

## دواوير الجماعة
- دوار تاغيت
- دوارإجرغني
- دوارأيت لحسن

## التعليم
قائمة المؤسسات التعليمية في المرس:
- مدرسة جماعاتية
- اعدادية بدر
- ثانوية بدر

## الثقافة
أهم المعالم والمآثر التاريخية:
يوجد في منطقة المرس دار القايد، والتي كانت مقراً للقايد سعيد وهو من بين زعماء أيت سغروشن. وقد كان رجلا شجاعا إبان فترة الاستعمار، وشارك في معركة صفرو سنة 1912، والتي قاوم فيها المستعمر الفرنسي.